# 光滑琥珀螺
光滑琥珀螺（学名：Succinea snigdha）为琥珀螺科琥珀螺属的动物。分布于印度、克什米尔地区以及中国大陆的新疆、西藏、西北各地等地，生活环境为陆地，多见于山区林边缘潮湿的杂草丛中、落叶下或石缝、土隙中、有时也常栖息在杂草和树叶以及树枝上。